# Ylä-Siili
Ylä-Siili är en sjö i kommunen Pieksämäki i landskapet Södra Savolax i Finland. Sjön ligger 117 meter över havet. Arean är 83 hektar och strandlinjen är 8,82 kilometer lång. Sjön  ingår i Kymmene älvs huvudavrinningsområde.   Den ligger omkring 72 kilometer norr om S:t Michel och omkring 260 kilometer norr om Helsingfors. 